# Јамајканска сова
Јамајканска сова (лат. Pseudoscops grammicus) врста је сове из породице правих сова. Ово је шумска сова из рода Pseudoscops која је ендемична за подручје Јамајке. Иако је већина научника сматра посебном врстом, јамајканска сова према неким ауторима представља подврсту врсте Pseudoscops clamator.

## Опис
Јамајканска сова је браон боје са тачкама и пругама, док је њен фацијални диск оивичен црном, а прошаран белом бојом. Има смеђе очи, дуге ушне праменове и сивкасто-жут кљун. Углавном насељава отворена станишта са раштрканим групама дрвећа, углавном у низијама. Ноћна је врста птице и храни се углавном великим инсектима, пауцима, водоземцима, гуштерима, птицама и глодарима. Гнезди се у шупљинама дрвећа где полаже своја јаја. Јамајканска сова је уобичајена и широко распрострањена врста на ареалу који насељава.